# Luetzelburgia reitzii
Luetzelburgia reitzii är en ärtväxtart som beskrevs av Arturo Erhardo Erardo Burkart. Luetzelburgia reitzii ingår i släktet Luetzelburgia och familjen ärtväxter. Inga underarter finns listade i Catalogue of Life.